# 奥斯瓦尔德效率因子
奧斯瓦爾德效率數（英語：Oswald efficiency number）、奧斯瓦爾德效率（英語：Oswald efficiency），與翼展效率因子、翼展效率數（英語：span efficiency number）、翼展效率系數（英語：span efficiency factor）、翼展效率（英語：span efficiency）類似。是空气动力学修正機翼升力不均的理想機翼校正因子。表示與具有相同展弦比和橢圓升力分佈的理想機翼相比，現實中三維機翼或飛機阻力隨升力的變化。
具有椭圆升力分布的理想机翼能够得到理想状况下最小的诱导阻力系数，即1；但現實最佳數值一般在0.95以下，還要視乎飛行速度等因素。奧斯瓦爾德效率校正因子可校正理論诱导阻力系数与实际诱导阻力系数之间的差异。

## 定义
飞行器的阻力系数可以定义为：
{\displaystyle C_{D}=C_{D_{0}}+{\frac {(C_{L})^{2}}{\pi e_{0}AR}}}
其中
| {\displaystyle C_{D}\;}     | 为总阻力系数                              |
| {\displaystyle C_{D_{0}}\;} | 为零升力阻力系数                          |
| {\displaystyle C_{L}\;}     | 为升力系数                                |
| {\displaystyle \pi \;}      | 为圆周率                                  |
| {\displaystyle e_{0}\;}     | 为奥斯瓦尔德效率因子(通常在0.3 - 0.5之間) |
| {\displaystyle AR}          | 为展弦比                                  |
對於具有中等展弦比和後掠角的傳統固定翼飛機，襟翼收起時的奧斯瓦爾德校正因子通常在0.7至0.85之間。超音速時，奧斯瓦爾德因子會大幅下降；例如，在1.2馬赫時，奧斯瓦爾德效率數可能在0.3到0.5之間。